# Syndrome de Meige
Pour les articles homonymes, voir Meige.
 Mise en garde médicale
Le syndrome de Meige est un type de dystonie. Il est également connu sous le nom de « syndrome de Brueghel » ou de « dystonie orofaciale ». Il s'agit en réalité de l'association de deux formes distinctes de dystonie : un blépharospasme et une dystonie oromandibulaire (DOM).

## Histoire
Lorsqu'une dystonie oromandibulaire est associée à un blépharospasme, elle évoque le syndrome décrit en 1910 par le neurologue français Henry Meige.

## Épidémiologie
Les premiers signes apparaissent habituellement entre 30 et 70 ans, plus fréquemment chez les femmes que chez les hommes (ratio de 2:1). L'association d'une dystonie supérieure et inférieure est parfois appelée « dystonie craniocervicale ». L'incidence est d'environ 1⁄20000.

## Signes et symptômes
Les principaux symptômes consistent en des mouvements involontaires de clignement des yeux avec avancée du menton. Certains patients peuvent présenter une protrusion excessive de la langue, un plissement des yeux, une sensibilité à la lumière, une élocution confuse, une contraction incontrôlable du muscle peaucier du cou voire des dystonies laryngées (spasmes du larynx). Le blépharospasme peut causer de la gêne en société et la dystonie oromandibulaire peut affecter la parole, ce qui, dans certains cas, perturbe de simples conversations. Cette maladie peut causer des difficultés dans des situations personnelles et/ou professionnelles et parfois peut entraîner les patients à rompre leur lien social.

### Symptômes oromandibulaires
- difficulté à ouvrir la bouche (trismus) ;
- serrement ou grincement des dents (bruxisme) ;
- spasmes lors de l'ouverture des mâchoires ;
- déviation latérale ou protrusion de la mâchoire ;
- lèvres serrées et pincées ;
- retour en arrière (rétraction) des coins de la bouche ;
- déviation ou protrusion de la langue ;
- douleur de mâchoire ;
- difficultés pour manger comme pour boire ;
- difficultés de parole (dysarthrie).

### Symptômes liés au blépharospasme
- Le premier symptôme à apparaître est une tendance exagérée à cligner des yeux[2] ;
- strabisme / fermeture des yeux  involontaires ;
- sensibilité exacerbée à la lumière (photophobie) ;
- strabisme / fermeture des yeux pendant l'expression orale ;
- fermeture involontaire des yeux et des paupières (de rares cas ont entraîné une cécité complète)

En outre, chez certains patients, les spasmes dystoniques peuvent parfois être provoqués par certaines activités spécifiques, comme parler, mâcher ou mordre. Des activités particulières ou des astuces neuro-sensorielles peuvent parfois temporairement soulager les symptômes de la DOM, par exemple mâcher de la gomme, parler, placer un cure-dent dans la bouche, effleurer les lèvres ou le menton, ou appuyer sous le menton.

## Explication des termes
« Blépharospasme » vient du grec ancien βλέφαρον / blépharon, « paupière » et σπασμός / spasmos, « spasme ».  Le terme « blépharospasme » ['blef-a-ro-spaz-m] peut être appliqué à n'importe quel tic : tic de clignotement ou de contraction de la paupière de quelque cause qu'il soit, allant de la sécheresse oculaire au syndrome de Gilles la Tourette ou à la dyskinésie tardive.
Le blépharospasme mentionné ici est officiellement appelé « blépharospasme essentiel bénin (BEB) » pour le distinguer des clignotements de paupière secondaires moins graves. « Bénin » indique que l'atteinte ne met pas la vie en danger, et « essentiel » est un terme médical signifiant « d'origine inconnue ». Les patients atteints de blépharospasme ont des yeux normaux et fonctionnels. La gêne visuelle est uniquement due à la fermeture forcée des paupières.
Le mot « dystonie » vient du grec ancien δυς / dus, préfixe marquant une idée de difficulté et τόνος / tonos, « tension » (d’une corde) et décrit des mouvements anormaux involontaires à la suite de contractions musculaires prolongées et des spasmes.
Il s'agit d'une dystonie à la fois céphalique et focale. « Céphalique » se réfère à la tête et « focale » indique la limitation du trouble à une partie seulement du corps. Le terme « dystonie » décrit des contractions musculaires involontaires anormalement prolongées et des spasmes. La dystonie oromandibulaire (DOM) est une forme de dystonie focale variable affectant les zones anatomiques de la tête et du cou incluant le visage, la mâchoire inférieure, la langue et le larynx. Les spasmes peuvent provoquer l'ouverture de la bouche et la protrusion de la langue, l'occlusion totale de la bouche ou des mouvements répétitifs. La Parole comme la déglutition peuvent être gênées. La DOM est souvent associée à la dystonie des muscles cervicaux (torticolis spasmodiques), des paupières (blépharospasme), ou du larynx (dysphonie spasmodique).
Chez les patients avec une DOM, des contractions involontaires peuvent impliquer les muscles utilisés pour la mastication (muscles masticateurs), les muscles de l'articulation temporo-mandibulaire ou du muscle latéral du cou (appelé muscle peaucier du cou) avec abaissement du coin de la bouche et de la lèvre inférieure.

## Diagnostic
Un syndrome de Meige peut être détecté par un neurologue bien entraîné. Il n'existe aucun moyen de le détecter par un test sanguin, une IRM ou un scanner.
L'absence de réponse rapide aux médicaments anticholinergiques dans les cas de syndrome de Meige idiopathique est important pour le différencier d'une dystonie aiguë, qui ne répond pas aux anticholinergiques.

## Traitement
Il n'existe aucun traitement pour le syndrome de Meige sauf dans les cas où il est secondaire à une prise de médicament. Des traitements palliatifs sont disponibles, tels que les injections de toxine botulique.